# Листовка-Ёль
Листовка-Ёль — река в России, протекает по территории Троицко-Печорского района Республики Коми. Устье реки находится в 249 км по левому берегу реки Илыч. Длина реки — 10 км.
Река берёт начало на Северном Урале, в болотах к западу от хребта Щука-Ёльиз. Река течёт на северо-запад, затем поворачивает на юго-запад. Всё течение проходит в ненаселённой холмистой тайге на территории Печоро-Илычского заповедника. Ширина реки на всём протяжении не превышает 10 метров. Впадает в Илыч выше острова Листовка-Ди.

## Данные водного реестра
По данным государственного водного реестра России относится к Двинско-Печорскому бассейновому округу, водохозяйственный участок реки — Печора от истока до водомерного поста у посёлка Шердино, речной подбассейн реки — Бассейны притоков Печоры до впадения Усы. Речной бассейн реки — Печора.